# Åfickmossa
Åfickmossa (Fissidens crassipes) är en bladmossart som beskrevs av William M. Wilson, Bruch och W. P. Schimper in B.S.G. 1849. Åfickmossa ingår i släktet fickmossor, och familjen Fissidentaceae. Enligt den svenska rödlistan är arten starkt hotad i Sverige. Arten förekommer i Svealand. Artens livsmiljö är sjöar och vattendrag, våtmarker, jordbrukslandskap. Inga underarter finns listade i Catalogue of Life.